# Lurs, Alpes-de-Haute-Provence
Lurs là một xã ở tỉnh Alpes-de-Haute-Provence, vùng Provence-Alpes-Côte d'Azur ở đông nam nước Pháp.
Người dân ở đây được gọi là Lursiens.

## Dân số
| 1962 | 1968 | 1975 | 1982 | 1990 | 1999 |
| ---- | ---- | ---- | ---- | ---- | ---- |
| 299  | 305  | 275  | 284  | 320  | 347  |